# Юршор
Юршор (Юр-Шор) — «місто-привид», колишнє селище сільського типу в Комсомольському районі міста Воркута (Республіка Комі, Російська Федерація).
Знаходиться на так званому «воркутинському гірничому кільці» між селищами Сєвєрний і Промишлєнний.
Відстань до Воркути по північному кільцю Воркутинської кільцевої автомобільної дороги — 19 км, по західному кільцю Воркутинської кільцевої автомобільної дороги — 30 км
Відстань до найближчого селища — Промишлєнного — 3 км.
Відстань до селища Воргашор — 8 км.
Виник при будівництві шахти № 29 в 1948 році і  його доля, як і у будь-якого шахтарського селища, нерозривно пов'язана з долею цієї шахти і ВАТ «Воркутауголь».
Шахта № 29 становила 10-е табірне відділення Особливого табору МВС № 6 («Річковий табір»), в якому більшість становили українці, які підняли й очолили Воркутинський страйк. 10-е відділення розстріляне карателями 1 серпня 1953 р., убиті поховані тут на териконі. 1 серпня 1995 р. на місці їх поховання встановлено пам'ятник.